# You Are the Quarry
Albums de Morrissey
Maladjusted
(1997) Ringleader of the Tormentors
(2006)
You Are the Quarry est le septième album du chanteur britannique Morrissey. Le disque est paru le 17 mai 2004 sur étiquette Sanctuary et est un des albums solo de Morrissey ayant été le mieux accueilli par la critique depuis la séparation du groupe dont il était le leader, The Smiths.

## Liste des pièces
- Édition originale :

1. America Is Not the World – 4:03
2. Irish Blood, English Heart – 2:37
3. I Have Forgiven Jesus – 3:41
4. Come Back to Camden – 4:14
5. I'm Not Sorry – 4:41
6. The World Is Full of Crashing Bores – 3:51
7. How Can Anybody Possibly Know How I Feel? – 3:25
8. First of the Gang to Die – 3:38
9. Let Me Kiss You – 3:30
10. All the Lazy Dykes – 3:31
11. I Like You – 4:11
12. You Know I Couldn't Last – 5:51

- Second disque de l'édition "de luxe" :

1. Don't Make Fun of Daddy’s Voice – 2:53
2. It's Hard to Walk Tall When You’re Small – 3:32
3. Teenage Dad on His Estate – 4:08
4. Munich Air Disaster 1958 – 2:30
5. Friday Mourning – 4:08
6. The Never-Played Symphonies – 3:03
7. My Life Is a Succession of People Saying Goodbye – 2:55
8. I Am Two People – 3:55
9. Mexico – 4:06